# Нарымская улица (Новосибирск)
Нары́мская улица — улица в Новосибирске, от площади Кондратюка до улицы Дуси Ковальчук. Крупная транспортная магистраль.
За пересечением с улицей Дуси Ковальчук имеет продолжением Плановую улицу. Через развязки на площади Кондратюка связана с улицей Фрунзе и проспектом Димитрова. У пересечения с Железнодорожной улицей находится площадь Трубникова, у пересечения с улицей Челюскинцев — площадь Лунинцев.
К улице примыкает Нарымский сквер.

## История
Нарымская — одна из старейших улиц города, название получила по городу Нарым, подобно тому, как располагавшаяся рядом Турухановская (ныне — Ленская) — в честь Туруханска, а также и другие новосибирские улицы — Красноярская, Омская, Каинская, Томская (ныне — Салтыкова-Щедрина).
Первоначальная застройка — частный сектор — к 1925 году была снесена. На месте современного Нарымского сквера долгое время находилась зелёная зона, часть естественного лесного массива, сохраненная в 1930-х годах, когда началась реконструкция Новосибирска.
В 1905 году у пересечения Нарымской улицы с Сибирской улицей был заложен городской сад, носивший звучное название «Альгамбра». На территории сада размещался закрытый летний театр — родоначальник новосибирского театра, открытая сцена, ресторан, дом-читальня и аттракционы, выступали многие известные артисты русского драматического искусства, певцы, музыканты, театральные труппы и ансамбли, постоянно играл духовой оркестр, устраивались празднования, народные гуляния, юбилеи и фейерверки.
Сад продолжал существовать и после революций 1917 года. В летнем театре регулярно давали концерты, ставили драматические спектакли и оперетту. На территории сада было построено помещение для игры в лото, выступал духовой оркестр, работал небольшой буфет. В 1930-е годы на территории сада построили детский комбинат (ныне — детский сад № 96). Последний сохранившийся участок парка «Альгамбра» — на площади Кондратюка, напротив Фёдоровских бань был уничтожен после 2003 года, когда мэрией Новосибирска было принято решение о строительстве бизнес-центра «CT Plaza Сибирь».
В мае 1909 года у озерка Круглое, на границе парка «Альгамбра», кондуктором Сибирской железной дороги Зиновием Ивановичем Федоровым были открыты первые в Новосибирске общественные (Фёдоровские) бани. В 2013 году здание бань, одно из старейших в Новосибирске, начали сносить, для строительства на этом месте шестиэтажного современного оздоровительного комплекса.
В 1913 году восточнее улицы (ныне — территория Нарымского сквера) был возведён деревянный Вознесенский собор. После образования в 1924 году Новониколаевской епархии здесь стала располагаться кафедра епископа. В 1937 году храм был закрыт, в нём было устроено зернохранилище, нов 1944 году трудами архиепископа Варфоломея храм был возвращён верующим. В марте 1946 года на церковной звоннице появились колокола (главный колокол в 340 кг и 6 малых колоколов). В 1947 году Вознесенский собор получил статус кафедрального.
На углу с улицей Челюскинцев в 1965—1970 годах возведено здание Новосибирского цирка.

## Достопримечательности
Стела им. И. Е. Трубникова (руководителя Западно-Сибирской железной дороги (1973—1983)), представляет собой верстовой столб Транссибирской магистрали. На стеле указано расстояние до Москвы по железной дороге — 3336 км. Архитектор Фёдор Бунтовский (2003).